# سوك هيون جوك
سوك هيون جوك (بالكورية: 석현준)‏؛ مواليد 29 يونيو 1991 في تشنغجو، كوريا الجنوبية، هو لاعب كرة قدم كوري جنوبي يلعب كمهاجم. في 2013 تعاقد معه نادي الأهلي السعودي قادما من نادي ماريتيمو البرتغالي خلفا للعماني عماد الحوسني.

## مسيرته مع الأندية
سبق لسوك اللعب في أندية نادي أياكس أمستردام من 2009 إلى 2011 حيث لعب 3 مباريات حيث ساهم في تحقيق بطولة كأس هولندا موسم 2009-2010 وبطولة الدوري الهولندي الممتاز موسم 2010-2011 ثم انتقل إلى نادي غرونيننغن من 2011 إلى 2012 حيث لعب 27 مباراة مسجلا 5 أهداف ثم انتقل إلى نادي ماريتيمو من 2012 إلى 2013 حيث لعب 13 مباراة مسجلا 4 أهداف.
سجل هدفه الأول في أياكس في مباراة ودية 11-2010 قبل الموسم ضد تشيلسي في 23 يوليو 2010.
لم يلعب في أي مباريات رسمية مع الفريق الأول خلال موسم 2010-11 ولم يتم تجديد عقده في أياكس.

## مشاركاته مع المنتخب
على المستوى الدولي شارك مع منتخب كوريا الجنوبية للشباب تحت 20 سنة في تصفيات بطولة آسيا لكرة القدم للناشئين تحت 19 سنة 2010. لعب مباراته الدولية الأولى مع منتخب الكبار أمام إيران في 7 سبتمبر 2010.

## روابط خارجية
- سوك هيون جوك على موقع الاتحاد الدولي (مؤرشف)  (الإنجليزية)
- سوك هيون جوك على موقع الاتحاد الأوربي (الإنجليزية)
- سوك هيون جوك على موقع اتحاد تركيا (لاعب) (الإنجليزية)
- سوك هيون جوك على موقع إي إس بي إن إف سي (الإنجليزية)
- سوك هيون جوك على موقع قاعدة بيانات كرة القدم.إي يو (الإنجليزية)
- سوك هيون جوك على موقع ليكيب (الفرنسية)
- سوك هيون جوك على موقع ناشيونال فوتبول تيمز (الإنجليزية)
- سوك هيون جوك على موقع Soccerbase.com (لاعب) (الإنجليزية)
- سوك هيون جوك على موقع Soccerway.com (الإنجليزية)
- سوك هيون جوك على موقع عالم كرة القدم.نت (الإنجليزية)